# 2005 EK298
2005 EK298, também escrito como 2005 EK298, é um objeto transnetuniano que está localizado no Cinturão de Kuiper, uma região do Sistema Solar. Este corpo celeste é classificado como um provável plutino, pois, o mesmo está em uma ressonância orbital de 2:3 com o planeta Netuno. Ele possui uma magnitude absoluta de 7,5 e tem um diâmetro estimado com 167 km.

## Descoberta
2005 EK298 foi descoberto no dia 11 de março de 2005 pelo astrônomo Marc W. Buie.

## Órbita
A órbita de 2005 EK298 tem uma excentricidade de 0,131 e possui um semieixo maior de 39,552 UA. O seu periélio leva o mesmo a uma distância de 34,357 UA em relação ao Sol e seu afélio a 44,746 UA.